# 어두어질 때까지
《어두워질 때까지》(영어: Hear No Evil)는 미국에서 제작된 로버트 그린월드 감독의 1993년 스릴러 영화이다. 말리 매틀린, D. B. 스위니, 마틴 신 등이 출연하였고, 데이비드 매털론 등이 제작에 참여하였다.
이 영화는 20세기 폭스에 의해 1993년 3월 26일 1,430개 관에서 개봉되었다. 개봉한 주에 박스 오피스 6위에 올랐다.
말리 매틀린과 마틴 신은 후에 드라마 《웨스트 윙》에 함께 출연하였다.

## 줄거리
청각 장애가 있는 개인 트레이너 질리언의 고객 미키는 장물 희귀 동전을 질리언 몰래 질리언의 무선호출기에 숨겨놓는다. 곧 미키는 부패한 경찰 브록 경위에게 체포돼 조사를 받고 풀려난다. 
이후 미키가 친구 벤의 식당에 들렸다가 다리를 건너던 중에 갑자기 차가 폭발하고, 차는 그대로 강물 속으로 추락한다. 벤은 미키의 죽음과 질리언이 받고 있는 협박의 배후에 브록이 있는 게 아닌가 의심하는데... 

## 출연
- 말리 매틀린 - 질리언 섀너핸 역
- D. B. 스위니 - 벤 켄들 역
- 마틴 신 - 브록 경위 역
- 존 C. 맥긴리 - 미키 오맬리 역
- 크리스티나 칼리시 - 그레이스 역
- 그레그 웨인 일럼 - 쿠퍼 역
- 찰리 랭 - 와일리 역

## 기타 제작진
- 배역: 글렌 대니얼스
- 미술: 베른트 아마데우스 카프라
- 의상: 플러 터마이어